# Kamouraska (district électoral du Canada-Uni)
Pour les articles homonymes, voir Kamouraska.
Circonscription électorale provinciale du Canada
Kamouraska est un district électoral de l'Assemblée législative de la province du Canada.

## Liste des députés
| Années | Années      | Député                      | Affiliation                     |
| ------ | ----------- | --------------------------- | ------------------------------- |
|        | 1841 - 1844 | Amable Berthelot            | Canadien-français antiunioniste |
|        | 1844 - 1848 | Amable Berthelot            | Canadien-français               |
|        | 1848 - 1850 | Pierre Canac dit Marquis    | Canadien-français               |
|        | 1848 - 1850 | Pierre Canac dit Marquis    | Réformiste                      |
|        | 1851 - 1851 | Luc Letellier de Saint-Just | Libéral                         |
|        | 1851 - 1854 | Jean-Charles Chapais        | Réformiste                      |
|        | 1854 - 1858 | Jean-Charles Chapais        | Réformiste                      |
|        | 1858 - 1861 | Jean-Charles Chapais        | Réformiste                      |
|        | 1861 - 1863 | Jean-Charles Chapais        | Bleu                            |
|        | 1863 - 1867 | Jean-Charles Chapais        | Bleu                            |